# Adesmus brunneiceps
Adesmus brunneiceps es una especie de escarabajo longicornio del género Adesmus, categorizada en la tribu Hemilophini, de la subfamilia Lamiinae. Fue descrita por Aurivillius en 1920.

## Descripción
Mide 14-19 mm de longitud.

## Distribución
Se distribuye por Brasil.